# 河谷 (犹他州)
河谷（英文：Riverdale），是美国犹他州韦伯县下属的一座城市。建市于 1850年，面积大约为4.57平方英里（11.8平方公里），海拔约为4,370英尺（1,330米）。根据2010年美国人口普查，该市有人口8,426人。